# راب جونز
راب جونز (به انگلیسی: Rob Jones) بازیکن فوتبال زادهٔ ۴ نوامبر ۱۹۷۱ اهل کشور انگلستان بود که سابقهٔ بازی در تیم ملی فوتبال انگلستان را در کارنامهٔ خود دارد.
جونز، نوه بیل جونز، همانند پدربزرگش به لیورپول پیوست و از سال 1991 تا 1999 در خدمت این تیم بود. وی پس از آن به وستهم یونایتد رفت و آخرین بازی‌اش را در 27 سالگی با این تیم انجام داد.
اگرچه جونز به این دلیل که در وهرکسام به دنیا آمده بود، می‌توانست بازی برای تیم ملی ولز را در کارنامه کاری‌اش داشته باشد اما گراهام تیلور از او دعوت کرد تا در تیم ملی انگلستان بازی کند و به این ترتیب، وی در تاریخ ۱۹ فوریه ۱۹۹۲ نخستین بازی ملی خود را در مقابل تیم ملی فوتبال فرانسه انجام داد و با حضور در ۸ بازی ملی، در تاریخ ۲۹ مارس ۱۹۹۵ واپسین بازی ملی‌اش را در برابر تیم ملی فوتبال اروگوئه برگزار کرد.